# 인종간 결혼

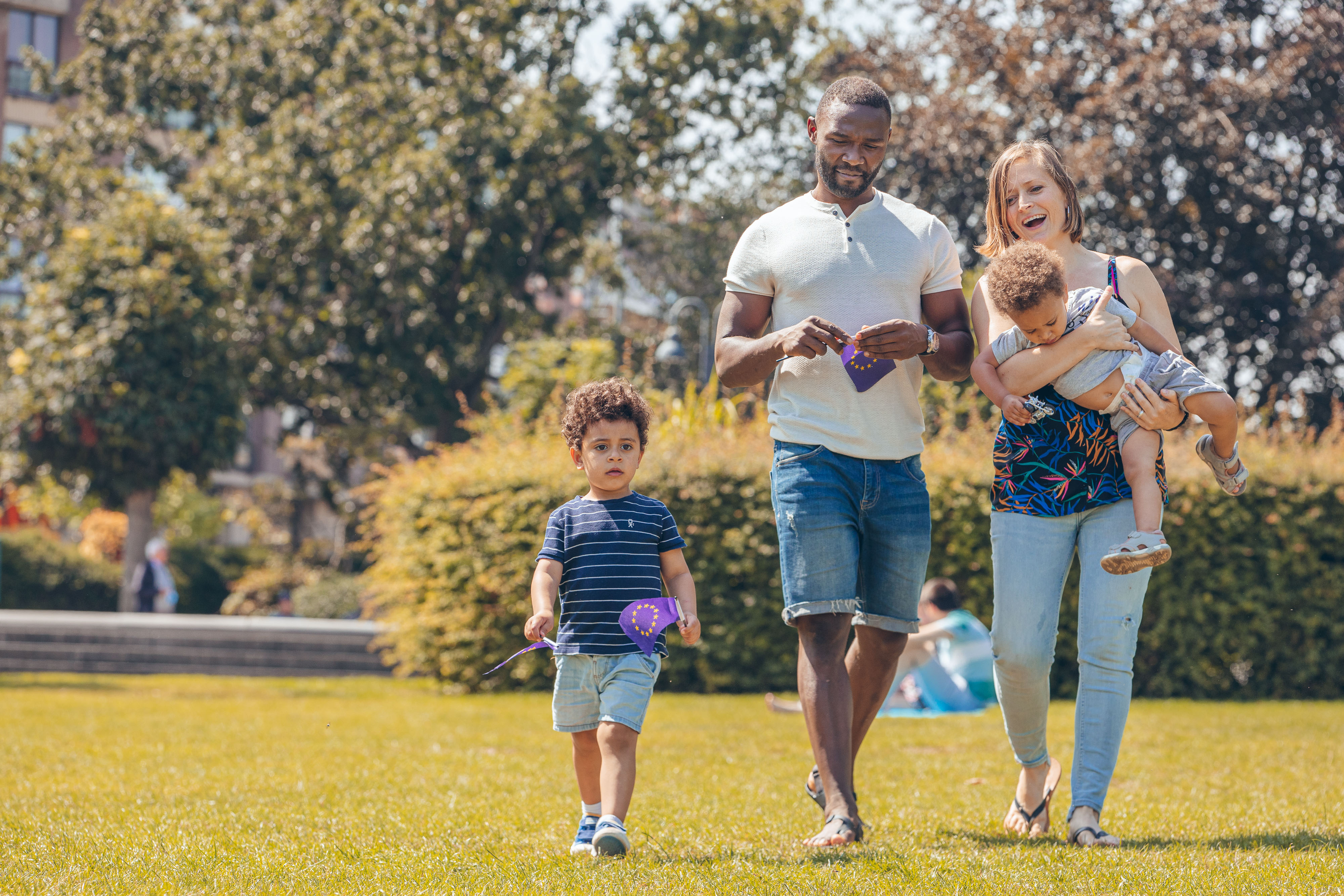

인종간 결혼은 서로 다른 인종 사이에 이루어지는 혼인이다. 과거에는 법적으로 금지되기도 하였다.
과거에 이러한 결혼은 미국, 나치 독일, 아파르트헤이트 시대의 남아프리카 공화국에서 잘못된 결혼으로 금지되었다. 1960년에 미국 31개 주에서 인종간 결혼이 법으로 금지되었다. 1967년 얼 워렌 대법관이 이끄는 미국 대법원의 러빙 v. 버지니아 주의 법은 미국 헌법의 평등한 보호 조항(1868년 채택)을 위반했다.

## 같이 보기
- 미래의 인종
- 국제결혼